# 남극의 포경
남극해 고래잡이는 1958년까지는 포획총량〔白長須鯨〕환산으로 1만5,000마리 범위 안에서 각국이 경쟁하는 올림픽 방식이 채택되었으나, 소련의 진출에 따라 국가별 할당방식의 요청이 높아졌다. 이에 따라 같은 해 포경 5개국회의에서 총량의 20%를 소련에게 나머지 80%를 4개국이 배분키로 결정했다. 그러나 4개국간에 배분을 둘러싸고 난항이 거듭되었고 그 결과 각국별로 자율규제에 의한 조업형태가 나타났다. 1962년 6월 시한부 배분협정이 체결되어 궤도에 진입한 남극해 포경은 1970년대에 접어들자 무차별한 고래 포획에 대한 비판과 인류 최후의 공동보고인 남극의 자원보호 주장에 직면하였고 국제포경위원회(IWC)는 1979년 총회에서 포획총수를 감축제한하기 시작했다. 이 조치로 각국의 남극해 포경업은 사양화에 접어들기 시작하였고 1980년대에 들어와서도 지속적인 포획수 감축제한 조치가 발동되자 남극해 포경업체들은 도산위기에 직면하고 있다. 1980년 5월 남극조약 당사국간 합의에 의해 캔버라에서 조인된 '남극해양생물자원 보존에 관한 협약'도 이점에 있어서는 긍정적인 역할을 담당하였다. 그러나 동시에 이러한 제반조치는 체약 당사자간의 합의임을 인식해야 한다.